# Noeli Dalla Corte
Noeli Dalla Corte é uma jogadora de bocha do Brasil.
Ela conquistou a medalha de bronze nos Jogos Mundiais de 2013, nas duplas femininas ao lado de Ingrid Quadri.
Ela conquistou a medalha de prata nos Jogos Mundiais de 2017, nas duplas femininas ao lado de Ana Caroline Martins.

## Conquistas
- 2005 - vice-campeonato mundial (individual), nos EUA;
- 2008 - vice-campeonato mundial (duplas femininas), na China;
- 2 vezes terceiros lugares por equipe nos Mundiais da Itália, em 2010, e da Turquia, em 2012;
- campeã sul-americana por equipe, em 2010, no Chile.
- 2013 -  - medalha de bronze nos Jogos Mundiais de 2013, nas duplas femininas
- 2017 -  - medalha de prata nos Jogos Mundiais de 2017, nas duplas femininas